# 岩保木水門

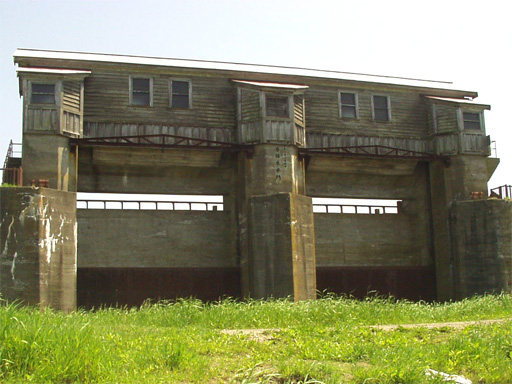
岩保木水門（旧水門）

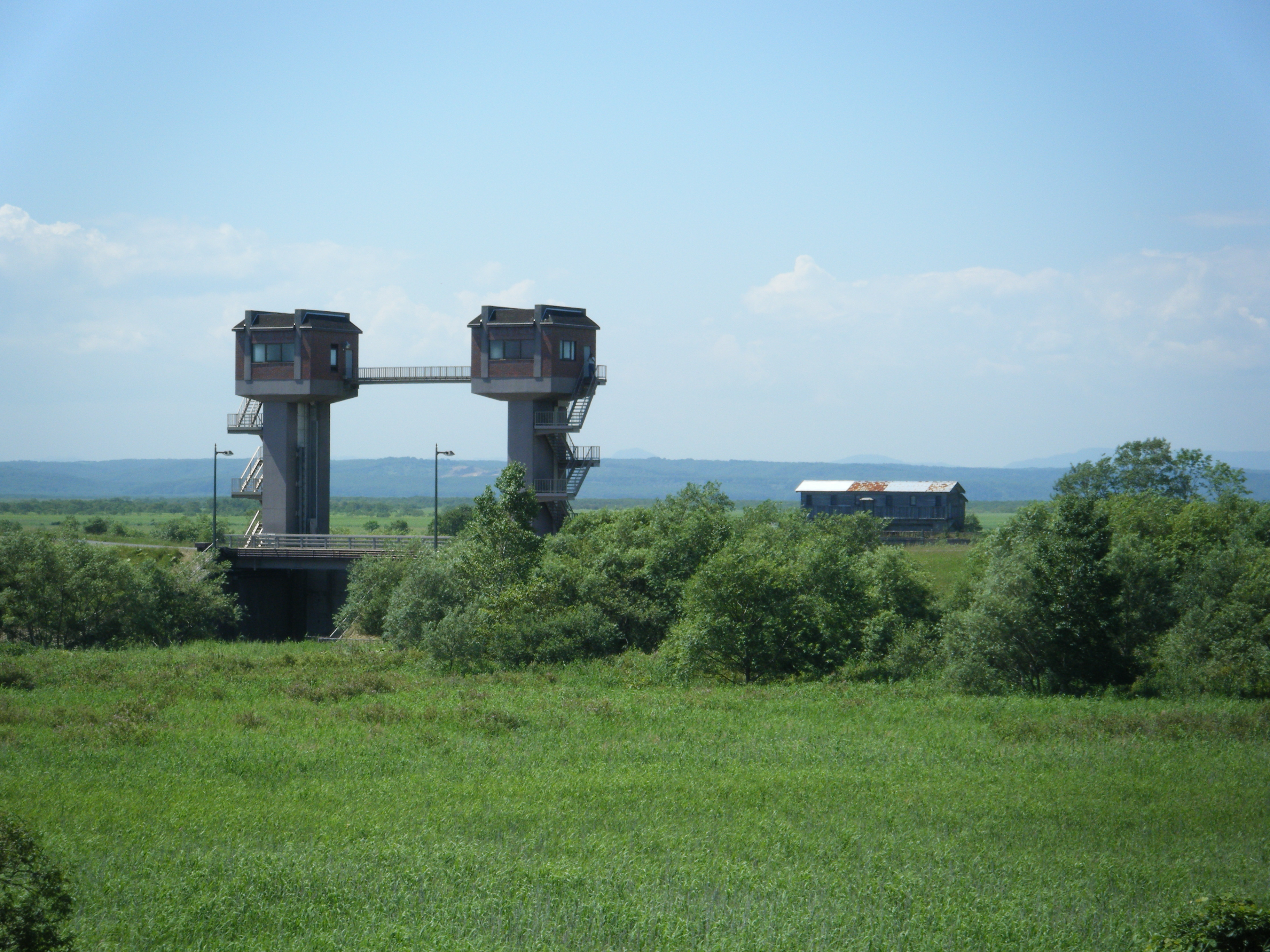
新水門（2008年8月）

岩保木水門（いわぼっきすいもん）は、北海道釧路町において釧路川を仕切る水門である。
人工河川である「新釧路川」と旧流路である「釧路川」の分岐点にある。
1931年竣工の旧水門（運用終了）と1990年竣工の新水門（運用中）の二つが存在し、釧網本線を走る車中からも見ることができる。
なお、水門の名前ともなった地名「岩保木」の由来は、アイヌ語の「イワ・ポキ」（山の下）から。

## 歴史
もともと釧路川は釧路市街を流れ、釧路港で海に注いでいた。そのため、ひとたび洪水が起きると釧路市街は大きな被害を受け、港湾は川によってもたらされる土砂に悩まされることになった。特に1920年8月の洪水の被害は大きく、釧路市街は一週間以上も水没する結果となった。
それをきっかけにして、翌年から阿寒川の付け替えや、新釧路川の開削をはじめとする大規模な河川改修が行われ、1931年に新たに本流となった新釧路川と旧流路との分岐点に岩保木水門が設けられた。

### 旧水門
1931年に設置された当初の水門で、上部構造物が木造であり、その趣のある姿から歴史的な建造物としても親しまれている。現在、水門としては機能していない。全幅20 m。高さ5 mの扉体が2門ある。
北海道最古の鉄筋コンクリート造水門であり、2024年（令和6年）9月に旧岩保木水門として土木学会選奨土木遺産に認定された。

### 新水門
旧水門の老朽化にともない、1985年に着工、1990年に竣工した。現在も運用中。

## 利用
もともとは釧路川（旧流路）を使った木材の運搬のためにも利用される予定だったと言われているが、同時期に釧網線（現在の釧網本線）が開業し、木材輸送は鉄道によって行われたため、岩保木水門は完成から一度も開けられていない。このため、分岐点の付近は川底が干上がってしまい、旧流路も川の流れが止まっている。
現在では、旧水門そのものが歴史的建造物や夕日の名所として観光スポットになっているほか、釧路川を下るカヌーの発着ポイントとして利用されている。